# Qūshāchā
Qūshāchā (persiska: قوشاچا, Qūshjeh, قوشجِه, قُوشَجِه, غُّشجِه, قُوشاجا) är en ort i Iran.   Den ligger i provinsen Hamadan, i den nordvästra delen av landet, 280 km väster om huvudstaden Teheran. Qūshāchā ligger 1 793 meter över havet och antalet invånare är 167.
Terrängen runt Qūshāchā är huvudsakligen platt, men västerut är den kuperad. Terrängen runt Qūshāchā sluttar västerut.Runt Qūshāchā är det ganska glesbefolkat, med 39 invånare per kvadratkilometer. Närmaste större samhälle är Zarrīnābād, 18,8 km nordost om Qūshāchā. Trakten runt Qūshāchā består i huvudsak av gräsmarker.